# گوجشه ویلکیه
گوجشه ویلکیه (به لاتین: Godziesze Wielkie) یک روستا در لهستان است که در گمینا گوجشه ویلکیه واقع شده‌است. گوجشه ویلکیه ۷۲۰ نفر جمعیت دارد.